# Ingrisma paralleliceps
Ingrisma paralleliceps är en skalbaggsart som beskrevs av Thierry Bourgoin 1914. Ingrisma paralleliceps ingår i släktet Ingrisma och familjen Cetoniidae. Inga underarter finns listade i Catalogue of Life.